# Суміда (1903)
«Суміда» (яп. 隅田) - річковий канонерський човен в Імператорському флоті Японії. Він отримав назву на честь річки Суміда в Токіо, Японія.

## Історія
«Суміда» був першою канонеркою в  Імператорського флоту Японії, розробленій спеціально для служби на ріках. Необхідність наявності кораблів на річках Китаю для захисту японських комерційних інтересів у різних договірних портах була усвідомлена ще до Боксерського повстання. Японський уряд звернувся до Сполученого Королівства і замовив дві такі канонерки в 1903 році: «Суміда» - Джон І. Торникрофт і ко, а другий «Фушімі» - Yarrow Shipbilders в Шотландії .  «Суміда» був трохи більший за «Фушімі» і його було легко відрізнити, оскільки мав лише одну трубу на відміну від двох на «Фушімі». 
«Суміда» був спущений на воду в червні 1903 року, але його перевезли до Шанхаю для остаточного оснащення. Роботи були заморожені через офіційний британський нейтралітет у російсько-японській війні. Незакінчений корабель був затриманий до кінця конфлікту. Нарешті він був переданий японського флоту як канонерський човен другого класу 17 червня 1906 року. 
«Суміда» базувався у міжнародному поселенні в Шанхаї. Під час Першої світової війни, через офіційний нейтралітет в Китайській Республіці, озброєння «Суміда» було розміщено під замком в 1914 році, і не було звільнено, поки Китай офіційно не приєднався до союзників. 
«Суміда» брав участь у Другій китайсько-японській війні, починаючи з першого Шанхайського інциденту в 1931 році. «Суміда» продовжував діяти на річці Янцзи в Китаї на початку 1930-х років, але вже вважався застарілим і був виключений зі списку військово-морського флоту 1 березня 1935 року.  Його утилізували 31 березня 1935 року в Шанхаї. 